# Опук (гора)
Опук (укр. Опук, крим. Opuk, Опук — гора висотою 183 м, розташована на однойменному мисі, на південному краю Керченського півострова, в Криму, найвища точка в даній місцевості. Масив Опук у 1998 році оголошено Опуцьким заповідником. Схили гори Опук є поєднанням східчастих уступів і крутих обривів, ущелин і кам'яних розсипів.

## Назва

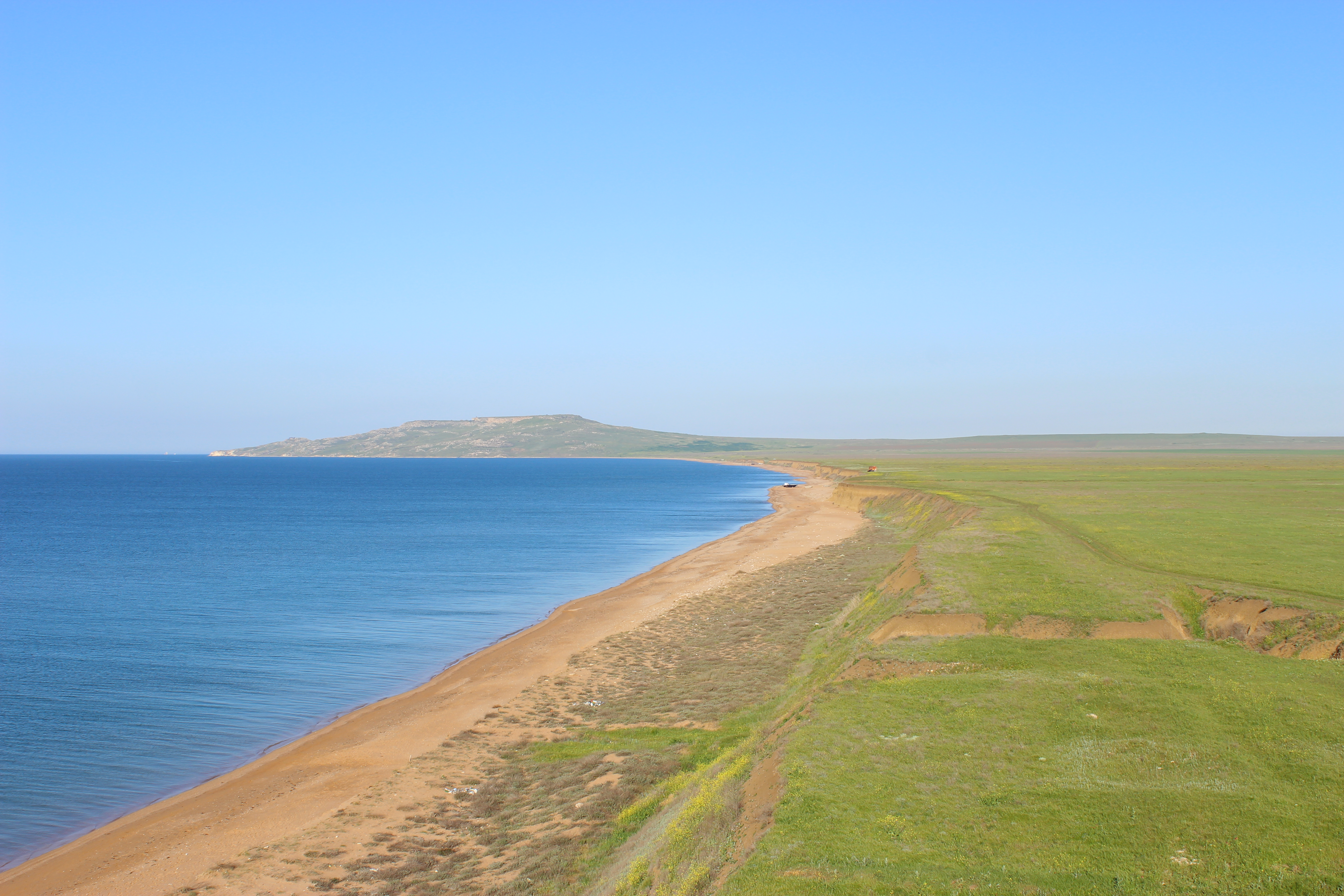
Вид на гору Опук

Щодо походження назви гори Опук існує легенда про двох жорстоких сестер-цариць, яких добрий чарівник перетворив на самок одуда, які й досі нібито живуть тут і їх можна зустріти на цій горі. Кричать одуди так: «О-пук, о-пук!».

## Археологія
Найбільш ранні давньогрецькі поселення на горі відносяться до межі VI і V ст. до н. е. Знайдено фрагменти ранніх хіоських амфор і розписної чорнолакової столової кераміки.
У V ст. до н. е. під горою знаходилося грецьке поселення — Кімерик, що входило до складу Боспорського царства. Тут збереглися залишки будівель, фундаменти будинків і стіни.
На вершині гори також є залишки споруд.

## Фортеця
Фортеця на східній вершині г. Опук була вперше побудована в I столітті до н. е. Вона можливо була пов'язана з Кімерійським валом, що тут проходить.
У культурних нашаруваннях цитаделі багато матеріалу кінця II—III ст. н.е .; це могло бути пов'язано з діяльністю боспорського царя Тіберія Юлія Савромата II (174—210 рр.).
Нова цитадель датується IV—VI століттями н. е. В цей час місцевість стала прикордонною між володіннями Херсонеса і Боспора.
Російський дослідник Поль Дюбрюкс першим вивчав цю пам'ятку з 1817 до 1830 року.
З 1989 року фортецю досліджувала Південно-Боспорська археологічна експедиція під керівництвом В. К. Голенка. У гроті під цитаделлю була знайдена стела з чотирма рунічними знаками; вона датується серединою IV століття.

## Охорона і значення
Гора Опук і територія однойменного мису, а також прилегла морська акваторія (разом з прилеглими об'єктами, в тому числі: Кояське озеро), є заповідником. Опуцький природний заповідник і водно-болотне угіддя міжнародного значення «Аквальний-прибережний комплекс мису Опук», створені Указом Президента України від 12 травня 1998 р. № 459, із загальною площею 1 592,3 га.